# Aduarderzijlvest
Het Aduarderzijlvest was de waterstaatsorganisatie verantwoordelijk voor het onderhoud van de uitwateringssluis en de waterlopen in het noordwesten van de provincie Groningen. Het begrip zijlvest heeft niet alleen betrekking op de organisatie maar ook op het gebied dat het water loosde via een bepaalde uitwateringssluis (zijl).

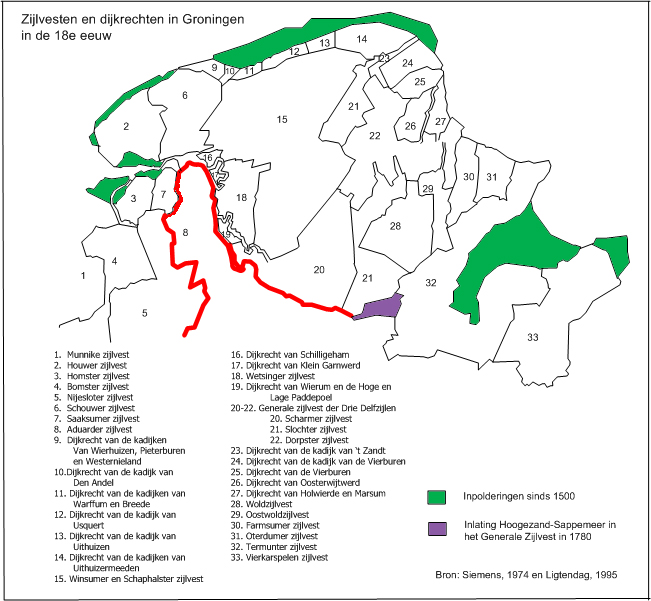
Kaart van de zijlvesten en dijkrechten in de provincie Groningen met in rood het Aduarderzijlvest

## Ontstaan en ontwikkeling
Het Sint-Bernardusklooster te Aduard heeft een belangrijke rol gespeeld bij de stichting van het Aduarderzijlvest. Door de omvangrijke bezittingen (zie Kloosterkaart Groningen) had het klooster sinds de stichting in 1192 een groot belang bij een goed waterbeheer in dit deel van de provincie Groningen.
Kooper (1939) maakt melding van een zijlbrief uit 1313 waarbij de abt van Aduard een overeenkomst sloot met de zijlvesten van Lieuwerderwolde (ongeveer het gebied van de voormalige gemeente Hoogkerk), Roderwolde en Foxwolde. De overeenkomst betreft het onderhoud van een waterloop en een sluis. De sluis lag iets ten noorden van Aduard op een plaats die ‘Arbere’ werd genoemd (Arbere is het oudfriese woord voor graanschuur). Omdat in deze zijlbrief gesproken werd van nog oudere oorkonden, was de samenwerking tussen genoemde partijen al voor 1313 een feit.
Via de sluis bij Arbere werd het gebiedswater afgevoerd naar de Kliefsloot en zo naar het Reitdiep. Door de opslibbing van de Kliefsloot (in feite een oude zeeinham, die de scheiding vormde tussen Humsterland en Middag) werd de afwatering via de Kliefsloot steeds moeilijker. Vanaf 1382 werd begonnen met de aanleg van het Aduarderdiep, waardoor de bovenloop van het Peizerdiep rechtstreeks met het Reitdiep werd verbonden. Bij Aduarderzijl werd een sluis aangelegd. Daardoor werd Middag opgenomen in het Aduarderzijlvest. In 1489 werd de Kliefsloot afgedamd en het gebied aan weerszijden van deze waterloop ingepolderd. Middag en Humsterland waren nu aan elkaar gehecht. In het begin van de 15e eeuw zouden de Drentse gebieden zijn uitgetreden. Volgens een opsomming uit de eerste helft van de 16e eeuw behoorden de dorpen Vries, Eelde, Roden en Zuidlaren (samen met Noordlaren en Haren) nog steeds tot het Aduarderzijlvest.
In de 17e eeuw heeft het Aduarderzijlvest zijn definitieve omvang bereikt, nadat Klein Garnwerd in 1629 door de afsnijding van een bocht in het Reitdiep (nu het Oude Diepje) een eigen waterlozing kreeg en dus een zelfstandig zijlvest werd. Het Aduarderzijlvest kende 12 schepperijen nl.: Ezinge en Hardeweer, Feerwerd, Garnwerd en Oostum, Wierum, Fransum, Den Ham, Aduard, Hoogemeeden, Leegkerk en Dorkwerd, Hoogkerk en twee schepperijen onder het Westerstadshamrik (Siemens, 1974, 36).

## Organisatie
In de 16e eeuw hadden de zijlvesten min of meer hun definitieve vorm gevonden. De grootste zijlvesten, waaronder het Aduarderzijlvest, waren verdeeld in schepperijen. Een schepperij kon weer worden verdeeld in zijleden. Soms werden de scheppers gekozen, soms ging het recht rond bij ‘gerechtigde heerden’ (behuisd grondbezit met een bepaalde omvang).
Het Aduarderzijlvest kende een betrekkelijk eenvoudige organisatorische structuur. Er waren geen zijleden binnen de onderscheiden schepperijen. Het bestuur bestond uit een college van scheppers. Elk van deze scheppers had de bevoegdheid de onderhoudsstaat van de waterstaatswerken te controleren (schouwbevoegdheid). De voorzitter van dit college was de overste schepper. Tot de Reductie van Groningen in 1594 was de abt van het St. Bernardusklooster van Aduard de overste schepper..
De ingezetenen van een zijlvest hadden de verplichting van ‘schot en werk’. De financiële bijdrage aan het onderhoudswerk werd schot genoemd. De hoogte was afhankelijk van de omvang van het grondbezit of het grondgebruik (beklemrecht bijvoorbeeld). Daarnaast was er de verplichting tot het zogenaamde ‘gemeene werk’ voor het onderhoud van de zijlen.
Naast het onderhoud van de waterlopen en zijlen, was er het onderhoud aan de dijken. Daarvoor waren dijkrechten in het leven geroepen, organisaties verantwoordelijk voor het beheer van de dijken (vooral de zeewerende dijken). Ook het begrip dijkrecht heeft een dubbele betekenis. Het betreft zowel de organisatie als het gebied. De dijkrechten vielen meestal samen met de kerspelen (kerkelijke gemeenten). Bij het Aduarderzijlvest waren de dijkrechten van de kerspelen versmolten met het zijlvest. Elders in de provincie Groningen waren de dijkrechten afzonderlijke dijkbeherende instellingen (Hacquebord en Hempenius, 1990).
In 1531 sloot het Aduarderzijlvest een verdrag met het Winsumer- en Schaphalsterzijlvest en het Generale Zijlvest der Drie Delfzijlen, op grond waarvan de ingelanden bij geschillen geen beroep meer konden aantekenen bij de onafhankelijke Hoofdmannenkamer (de voorloper van de latere Hoge Justitie Kamer). In plaats daarvan werd het beroep door een van de andere zijlvesten behandeld. De drie zijlvesten werden daarom wel geprivilegeerde zijlvesten genoemd. Voor de ingelanden werkte dit vaak nadelig uit, omdat het bestuur van de zijlvesten na 1594 grotendeels in handen kwam van adel en grootgrondbezitters.

## Na de Reductie van Groningen
Bij de Reductie van Groningen in 1594 kreeg de provincie Groningen de zeggenschap over het grootste deel van de kloostergoederen. In het totaal bezaten de kloosters tot dat jaar 22% van alle cultuurgrond in de provincie. Bijna 16% van de oppervlakte van de provincie was tot de Reductie kloosterbezit. Als nieuwe eigenaar van de grond kreeg de provincie dus veel invloed in de bestaande zijlvesten en dijkrechten. In het Aduarderzijlvest werd de overste schepper voortaan benoemd door Gedeputeerde Staten.
Tussen 1656 en 1660 werden de heerlijke rechten, waaronder de dijk- en zijlrechten door de provincie verkocht (Van Dijk, 1981, 620). Ommelander heren waren doorgaans de kopers van de rechten. De stad Groningen slaagde erin invloed te krijgen in het Aduarderzijlvest door de schepperijen Leegkerk-Dorkwerd en Garwerd-Oostum te verwerven en daarnaast de helft van de schepperijen Aduard en Wierum.
Belangrijk voor de organisatorische structuur was de publicatie in 1755 van het zogenaamde ‘reglement van prinses Anna’. Dat reglement kwam in de plaats van de bestaande regelingen uit de oude zijl- en dijkbrieven. Voor het Aduarderzijlvest betekende dit een beperking van de autonomie. Voor een aantal geschillen op waterstaatsgebied moest men zich voortaan wenden tot de Hoge Justitiekamer van Stad en Lande. Dit orgaan kreeg ook de bevoegdheid de jaarlijkse rekeningen te controleren.
In 1795 (het begin van de Bataafse Republiek) werden de jonker-scheppers van hun macht beroofd. Ze werden afgezet door het comité revolutionnair der Ommelanden. Ze werden vervangen door provisionele volmachten die werden benoemd door de kerspelvolmachten (Van Dijk, 1981). Het aantal schepperijen van het Aduarderzijlvest werd teruggebracht tot 5.

## Na 1850
In de tweede helft van de 19e eeuw werd de waterstaatsorganisatie grondig hervormd. De Provinciale Staten kregen de bevoegdheid ‘inrichtingen en reglementen van de waterschappen te veranderen of nieuwe vast te stellen’. In 1863 werd het waterschap Westerkwartier opgericht over de gronden van het Aduarderzijlvest en het Kommerzijlvest. Het archief van het Aduarderzijlvest werd overgedragen aan het waterschap Westerkwartier.